# UEFA Women’s Champions League 2025/26

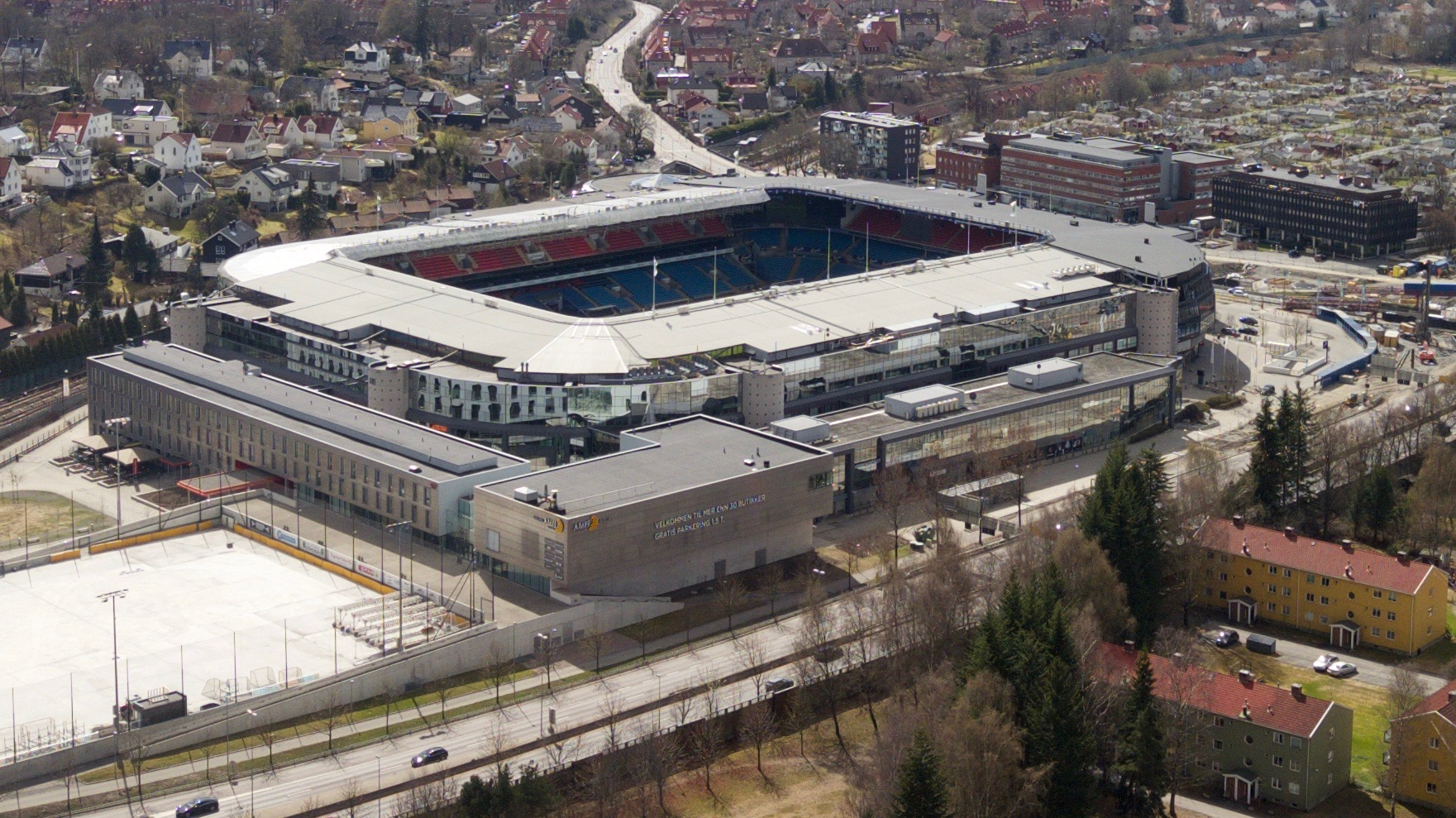
Das Endspiel ist im Ullevaal-Stadion in Oslo geplant.

Die UEFA Women’s Champions League 2025/26 wird die 25. Ausspielung des europäischen Meisterwettbewerbs für Frauenfußballvereine und die 17. unter dieser Bezeichnung.
Das Finale ist für das Wochenende vom 22. bis 24. Mai 2026 im Ullevaal-Stadion in der norwegischen Hauptstadt Oslo angesetzt.
Es ist die erste Saison, in der statt der bisherigen Vierergruppen in der Gruppenphase, nun in einer gemeinsamen Ligaphase mit 18 Vereinen gespielt wird. Außerdem steigen erstmals Teams, die in der Qualifikation unterliegen, in den neu geschaffenen UEFA Women’s Europa Cup ab. Das ist ein zweiter Frauenwettbewerb, der vom Namen an die Europa League angelehnt ist.

## Teilnehmer
In drei Qualifikationsrunden werden neun Klubs ausgespielt, die zu den neun direkt für die Ligaphase qualifizierten Klubs stoßen.
Direkt in der Ligaphase starten der Titelverteidiger, Meister und Vizemeister aus Frankreich und Deutschland, sowie die Meister aus Spanien, England, Portugal und Italien. Diese Startplätze wurden anhand der UEFA-Fünfjahreswertung bestimmt.
| Runde 1 | Runde 2 | Runde 3 | Liga-Phase |
| --- | --- | --- | --- |
| Meisterweg: ŽNK Agram Athlone Town KFF Mitrovica ABB Fomget AEK Athen SC Kirjat Gat WFC Lantschchuti FK Budućnost Podgorica TJ Spartak Myjava FC NSA Sofia RFC Union Luxemburg Cardiff City FC Flora Tallinn Cliftonville Ladies Riga FC Swieqi United Agarista CSF Anenii Noi FK Ljuboten NSÍ Runavík FC Pjunik Jerewan Neftçi Baku | Meisterweg: FC Rosengård Slavia Prag FC Twente Fortuna Hjørring Vålerenga Oslo Worskla Poltawa Dinamo-BSUPC Breiðablik Kópavogur Hibernian FC BIIK Kazygurt Young Boys ŽFK Roter Stern Belgrad KS Vllaznia Apollon Limassol OH Leuven HJK Helsinki SFK 2000 Sarajevo Ferencváros Budapest Farul Constanța NŠ Mura GKS Katowice 1 FC Gintra 2 + 6 Sieger aus Runde 1 | Meisterweg: SKN St. Pölten 2 + 7 Sieger Runde 1                                                                 | Arsenal Women FC (Titelverteidiger) OL Lyonnes Paris Saint-Germain FC Bayern München VfL Wolfsburg FC Barcelona FC Chelsea Benfica Lissabon Juventus Turin +4 Sieger Meisterweg Runde 3 +5 Sieger Ligaweg Runde 3 |
| | Ligaweg: Manchester United SC Braga Inter Mailand AS Rom Hammarby IF Sparta Prag PSV Eindhoven Brøndby IF SK Brann Austria Wien Metalist 1925 Kharkiv FK Minsk Valur Reykjavík Glasgow City FC FC Aktobe | Ligaweg: Paris FC Eintracht Frankfurt Real Madrid Atlético Madrid Sporting CP BK Häcken FF 3 + 4 Sieger Runde 2 | Arsenal Women FC (Titelverteidiger) OL Lyonnes Paris Saint-Germain FC Bayern München VfL Wolfsburg FC Barcelona FC Chelsea Benfica Lissabon Juventus Turin +4 Sieger Meisterweg Runde 3 +5 Sieger Ligaweg Runde 3 |

## Zeitplan
Die Auslosungen und Spielrunden sollen an folgenden Terminen stattfinden:
| Phase         | Runde                 | Datum der Auslosung | Hinspiele                    | Rückspiele                  |
| ------------- | --------------------- | ------------------- | ---------------------------- | --------------------------- |
| Qualifikation | 1. Runde              | 24. Juni 2025       | 30. Juli 2025 (Halbfinals)   | 2. August 2025 (Endspiele)  |
| Qualifikation | 2. Runde              | 24. Juni 2025       | 27. August 2025 (Halbfinals) | 30. August 2025 (Endspiele) |
| Qualifikation | 3. Runde              | 31. August 2025     | 11. September 2025           | 18. September 2025          |
| Ligaphase     | 1. Spieltag           | 19. September 2025  | 7./8. Oktober 2025           | 7./8. Oktober 2025          |
| Ligaphase     | 2. Spieltag           | 19. September 2025  | 15./16. Oktober 2025         | 15./16. Oktober 2025        |
| Ligaphase     | 3. Spieltag           | 19. September 2025  | 11./12. November 2025        | 11./12. November 2025       |
| Ligaphase     | 4. Spieltag           | 19. September 2025  | 19./20. November 2025        | 19./20. November 2025       |
| Ligaphase     | 5. Spieltag           | 19. September 2025  | 9./10. Dezember 2025         | 9./10. Dezember 2025        |
| Ligaphase     | 6. Spieltag           | 19. September 2025  | 17. Dezember 2025            | 17. Dezember 2025           |
| K.-o.-Phase   | K.-o.-Runden-Playoffs | 18. Dezember 2025   | 11./12. Februar 2026         | 18./19. Februar 2026        |
| K.-o.-Phase   | Viertelfinale         | 18. Dezember 2025   | 24./25. März 2026            | 1./2. April 2026            |
| K.-o.-Phase   | Halbfinale            | 18. Dezember 2025   | 25./26. April 2026           | 2./3. Mai 2026              |
| K.-o.-Phase   | Finale                |                     | 22./23./24. Mai 2026 (TBC)   | 22./23./24. Mai 2026 (TBC)  |

## Qualifikation
Im Vergleich zur letzten Saison werden nun drei Qualifikationsrunden gespielt, wobei aber nicht alle Teams in Runde 1 starten. Die ersten beiden Runden werden als Miniturniere mit 4 Mannschaften gespielt. Jeweils mit Halbfinale und dann Spiel um Platz 3 und Finale als ein Spiel. Runde 3 wird dann in K.O.-Spielen mit Hin- und Rückspiel ausgetragen.

### Erste Runde
Die Gewinner der Finalspiele qualifizieren sich für die zweite Qualifikationsrunde (Meisterweg), alle anderen Teams scheiden aus.
|                         | Ergebnis  |                        |
| ----------------------- | --------- | ---------------------- |
| RFC Union Luxemburg     | 5:3 n. V. | AEK Athen              |
| FC Flora Tallinn        | 1:4       | Riga FC                |
|                         |           |                        |
| Agarista CSF Anenii Noi | 0:5       | Swieqi United          |
| TJ Spartak Myjava       | 3:0       | FK Budućnost Podgorica |
|                         |           |                        |
| FC NSA Sofia            | 0:1       | FC Pjunik Jerewan      |
| FK Ljuboten             | 4:1       | NSÍ Runavík            |
|                         |           |                        |
| ABB Fomget              | 2:0       | Neftçi Baku            |
| SC Kirjat Gat           | -:-       | Freilos                |
|                         |           |                        |
| Cardiff City            | 0:4       | Athlone Town           |
| ŽNK Agram               | -:-       | Freilos                |
|                         |           |                        |
| KFF Mitrovica           | 1:3 n. V. | Cliftonville Ladies    |
| WFC Lantschchuti        | -:-       | Freilos                |

|                         | Ergebnis |                        |
| ----------------------- | -------- | ---------------------- |
| AEK Athen               | 1:0      | FC Flora Tallinn       |
| Agarista CSF Anenii Noi | 0:3      | FK Budućnost Podgorica |
| FC NSA Sofia            | 0:4      | NSÍ Runavík            |
| Neftçi Baku             | -:-      | entfällt               |
| Cardiff City            | -:-      | entfällt               |
| KFF Mitrovica           | -:-      | entfällt               |

|                     | Ergebnis  |                   |
| ------------------- | --------- | ----------------- |
| RFC Union Luxemburg | 2:1       | Riga FC           |
| Swieqi United       | 1:2 n. V. | TJ Spartak Myjava |
| FK Ljuboten         | 4:0       | FC Pjunik Jerewan |
| ABB Fomget          | 3:1       | SC Kirjat Gat     |
| Athlone Town        | 3:0       | ŽNK Agram         |
| Cliftonville Ladies | 1:2       | WFC Lantschchuti  |

### Zweite Runde
- Gewinner kommt weiter
- Zweiter in 2. Runde Europa-Cup
- Dritter in 1. Runde Europa-Cup
- Vierter scheidet aus

#### Meisterweg
|                      | Ergebnis |                         |
| -------------------- | -------- | ----------------------- |
| NŠ Mura              | :        | TJ Spartak Myjava       |
| BIIK Kazygurt        | :        | GKS Katowice            |
|                      |          |                         |
| Apollon Limassol     | :        | Young Boys              |
| Fortuna Hjørring     | :        | Hibernian FC            |
|                      |          |                         |
| SFK 2000 Sarajevo    | :        | OH Leuven               |
| FC Rosengård         | :        | FK Ljuboten             |
|                      |          |                         |
| Ferencváros Budapest | :        | RFC Union Luxemburg     |
| KS Vllaznia          | :        | Dinamo-BSUPC            |
|                      |          |                         |
| FC Gintra            | :        | Farul Constanța         |
| Worskla Poltawa      | :        | WFC Lantschchuti        |
|                      |          |                         |
| FC Twente            | :        | ŽFK Roter Stern Belgrad |
| Breiðablik Kópavogur | :        | Athlone Town            |
|                      |          |                         |
| Slavia Prag          | :        | ABB Fomget              |
| Vålerenga Oslo       | :        | HJK Helsinki            |

|  | Ergebnis |  |
|  | -------- |  |
|  | :        |  |
|  | :        |  |
|  | :        |  |
|  | :        |  |
|  | :        |  |
|  | :        |  |
|  | :        |  |

|  | Ergebnis |  |
|  | -------- |  |
|  | :        |  |
|  | :        |  |
|  | :        |  |
|  | :        |  |
|  | :        |  |
|  | :        |  |
|  | :        |  |

#### Ligaweg
|                          | Ergebnis |                       |
| ------------------------ | -------- | --------------------- |
| Hammarby IF              | –        | Metalist 1925 Charkiw |
| Manchester United W.F.C. | –        | PSV Eindhoven         |
|                          |          |                       |
| AS Rom                   | –        | FK Aqtöbe             |
| Sparta Prag              | –        | FC Nordsjælland       |
|                          |          |                       |
| Valur Reykjavík          | –        | SC Braga              |
| SK Brann Kvinner         | –        | Inter Mailand         |
|                          |          |                       |
| Glasgow City FC          | –        | Austria Wien          |
| FC Minsk                 | :        | Freilos               |

|  | Ergebnis |          |
|  | -------- | -------- |
|  | :        |          |
|  | :        |          |
|  | :        |          |
|  | :        | entfällt |

|  | Ergebnis |          |
|  | -------- | -------- |
|  | :        |          |
|  | :        |          |
|  | :        |          |
|  | :        | FC Minsk |

### Dritte Runde
- Sieger erreicht die Liga-Phase
- Verlierer in 2. Runde Europa-Cup

#### Meisterweg
|  | Gesamt |  | Hinspiel | Rückspiel |
|  | ------ |  | -------- | --------- |
|  | :      |  | :        | :         |
|  | :      |  | :        | :         |
|  | :      |  | :        | :         |
|  | :      |  | :        | :         |

#### Ligaweg
|  | Gesamt |  | Hinspiel | Rückspiel |
|  | ------ |  | -------- | --------- |
|  | :      |  | :        | :         |
|  | :      |  | :        | :         |
|  | :      |  | :        | :         |
|  | :      |  | :        | :         |
|  | :      |  | :        | :         |

## Ligaphase
Direkt für die Ligaphase qualifiziert sind die folgenden Vereine:
- FC Arsenal (Titelverteidiger)
- OL Lyonnes
- Paris Saint-Germain
- FC Bayern München
- VfL Wolfsburg
- FC Barcelona
- FC Chelsea
- Benfica Lissabon
- Juventus Turin

### Ligatabelle
| Pl.                  | Verein              | Sp. | S | U | N | Tore    | Diff. | Punkte |
| -------------------- | ------------------- | --- | - | - | - | ------- | ----- | ------ |
| 1.                   | FC Arsenal          | 0   | 0 | 0 | 0 | 000:000 | ±0    | 0      |
| 2.                   | OL Lyonnes          | 0   | 0 | 0 | 0 | 000:000 | ±0    | 0      |
| 3.                   | Paris Saint-Germain | 0   | 0 | 0 | 0 | 000:000 | ±0    | 0      |
| 4.                   | FC Bayern München   | 0   | 0 | 0 | 0 | 000:000 | ±0    | 0      |
| 5.                   | VfL Wolfsburg       | 0   | 0 | 0 | 0 | 000:000 | ±0    | 0      |
| 6.                   | FC Barcelona        | 0   | 0 | 0 | 0 | 000:000 | ±0    | 0      |
| 7.                   | FC Chelsea          | 0   | 0 | 0 | 0 | 000:000 | ±0    | 0      |
| 8.                   | Benfica Lissabon    | 0   | 0 | 0 | 0 | 000:000 | ±0    | 0      |
| 9.                   | Juventus Turin      | 0   | 0 | 0 | 0 | 000:000 | ±0    | 0      |
| 10.                  | –                   | 0   | 0 | 0 | 0 | 000:000 | ±0    | 0      |
| 11.                  | –                   | 0   | 0 | 0 | 0 | 000:000 | ±0    | 0      |
| 12.                  | –                   | 0   | 0 | 0 | 0 | 000:000 | ±0    | 0      |
| 13.                  | –                   | 0   | 0 | 0 | 0 | 000:000 | ±0    | 0      |
| 14.                  | –                   | 0   | 0 | 0 | 0 | 000:000 | ±0    | 0      |
| 15.                  | –                   | 0   | 0 | 0 | 0 | 000:000 | ±0    | 0      |
| 16.                  | –                   | 0   | 0 | 0 | 0 | 000:000 | ±0    | 0      |
| 17.                  | –                   | 0   | 0 | 0 | 0 | 000:000 | ±0    | 0      |
| 18.                  | –                   | 0   | 0 | 0 | 0 | 000:000 | ±0    | 0      |
| Stand: 21. Juni 2025 |                     |     |   |   |   |         |       |        |

Platzierungskriterien: 1. Punkte – 2. Tordifferenz – 3. geschossene Tore – 4. geschossene Auswärtstore – 5. Siege – 6. Auswärtssiege – 7. Gesamte Punkte der Gegner – 8. Gesamttordifferenz der Gegner – 9. geschossene Tore der Gegner – 10. Strafpunkte durch Karten an Spieler und Mannschaftsoffizielle (Rot = 3 Pkt., Gelb = 1 Pkt, Gelb-Rot = 3 Pkt.) – 11. UEFA-Koeffizient